# Branko Horvat
Branko Horvat (24. července 1928 Petrinja, Království Srbů, Chorvatů a Slovinců – 18. prosince 2003 Záhřeb, Chorvatsko) byl chorvatský ekonom, profesor a politik židovského původu.
Byl hlavním teoretikem jugoslávské socialistické ekonomiky. Na téma plánovaného hospodářství sepsal celou řadu publikací, které byly úspěšné i v zemích západního světa, fungujícího na principech tržního hospodářství. Za svoji knihu „Political economy of socialism“ byl dokonce nominován na Nobelovu cenu. Dlouhá léta pracoval v jugoslávském prognostickém ústavu, kde rozvíjel myšlenky samosprávného socialismu. V letech 1975–1992 vyučoval ekonomii na Záhřebské univerzitě.